# مسجد سيرلي
مسجد سيرلي (بالأوزبكية: مسجد سيرلي) هو معلم معماري يقع في شارع كوكاند في مدينة نامانجان، منطقة نامانجان، أوزبكستان. تم بناء المسجد في القرن الـ19 أو أوائل القرن الـ20 في قرية تيباكورغان (التي أصبحت الآن مستوطنة في منطقة نامانجان).
المسجد مدرج حالياً في قائمة التراث الثقافي المادي لأوزبكستان ذو الأهمية الجمهورية.

## التاريخ
تم بناء مسجد سيرلي (الذي يعني "مزين بالدهانات، مذهّب، جميل" في الترجمة) في القرن الـ19 أو أوائل القرن الـ20 في قرية تيباكورغان (التي أصبحت الآن مستوطنة في منطقة نامانجان). تختلف المصادر في تحديد تاريخ بناء المسجد. على سبيل المثال، يذكر الكاتب عبد الله جبار أنه تم بناءه في عام 1840، بينما يدعي الباحث ب. روزينوف أنه تم بناءه في عام 1910 بعد دراسته لباب المدخل في المسجد.
أثناء فترة الاتحاد السوفيتي، تم إغلاق المسجد. وفي نهاية الثمانينات، تعرض المسجد للتدهور الكامل وتم التخلي عنه. بعد استقلال أوزبكستان، بدأ السكان المحليون في استخدام المسجد مجددًا في التسعينيات. في عام 1998، تم تسجيل المبنى كمسجد.
في عام 2002، بسبب دائرة كهربائية قصيرة، احترق المبنى بالكامل. وفي الفترة من 2002 إلى 2004، تم بناء مسجد جديد ذو قبة بمساحة 22 × 18 مترًا، ذو مظهر عصري. بالإضافة إلى المسجد، تم بناء منارة بارتفاع 15 مترًا، وغرفة للإمام والخطيب، غرفة أمنية، مستودع، مطبخ، غرفة طعام، غرفة للغسيل، ومرحاض في الفترة من 2004 إلى 2007. في عام 2008، تم تكسية الجدران الخارجية للمسجد بطوب خوارزم بالطراز الوطني. وفي عام 2014، تم تزيين الجزء الداخلي للطابق بالطراز الوطني المميز لوادي فرغانة. اعتبارًا من عام 2023، إمام المسجد هو منصور منصوروف، خريج المعهد الإسلامي في طشقند.

## العمارة
أمام المسجد، تم بناء حوض (10.0 × 19.0 مترًا) وفي عمق الفناء بين أشجار الطائرة، يمكن رؤية بناء المسجد. المسجد غير متماثل ويتكون من قاعة مستطيلة مكونة من عمودين (11.35 × 8.0 متر) وشرفة ذات جانبين. الواجهة الرئيسية مبنية مع مظلة من 7 فتحات. تم بناء محاريب المحراب في القاعة وعلى الشرفة. الجزء الداخلي للقاعة خالي من الزخارف، لكن الشرفة تحتوي على رسومات سقف مزخرفة، وأعمدة خشبية منحوتة مزينة برؤوس من الستناغيت وقواعد تمثل أشكالًا فنية في الأسفل. الجزء العلوي من الجدران محاط بشريط واسع من الزخارف الهندسية، وهي من أعمال الحرفيين في فرغانة.